# 凯斯海姆
凯斯海姆是德国巴伐利亚州的一个市镇。总面积41.70平方公里，总人口4349人，其中男性2717人，女性1632人（2011年12月31日），人口密度104人/平方公里。